# فيليكس هاثاواي
فيليكس هاثاواي (بالإنجليزية: Felix Hathaway)‏ هو نجار أمريكي، ولد في 1798 في ماساتشوستس في الولايات المتحدة، وتوفي في 6 مارس 1856.